# Dil, Boureni
Dil (în ucraineană Діл) este un sat în comuna Repînne din raionul Boureni, regiunea Transcarpatia, Ucraina.

## Demografie
Componența lingvistică a localității Dil
     Ucraineană (98,91%)
     Rusă (1,09%)
Conform recensământului din 2001, majoritatea populației localității Dil era vorbitoare de ucraineană (98,91%), existând în minoritate și vorbitori de rusă (1,09%).